# Манастир Удрим
Манастир Удрим је средњовековни манастир митрополије дабробосанске Српске православне цркве.
Смештен је у Гостовићу, општина Завидовићи.
Народно предање манастир Удрим или манастир Гостовић, како се још назива, веже за династију Немањића и краља Драгутина, али поузданих података о његовом настанку нема.
Први помен овог манастира сачуван је у Беочинском поменику из 17. века, као и у једном запису на Служебнику, штампаном 1518. године у штампарији Божидара Вуковића у Млецима. Ове књиге су се налазиле у манастиру Возући. На другом листу Служебника записано је да се зна да је књига „прилог светом Гостовићу храму“.
Један анонимни аустријски извјештај из 1716-1717. године, помиње, између осталог, и брдо Гостовић и на њему манастир Гостовић. На основу тога може се закључити да је манастир до тада постојао.
Убрзо након тога манастир је порушен. Док је већина манастира обнављано, током 19. века, манастир Удрим-Гостовић остао је у рушевинама.
Иако Удрим није више обнављан, народ из његове околине се окупљао око манастира, а саборовање на дан Светог Пантелејмона постала је традиција Гостовићана, која се одржала до данас, иако је готово сво српско становништво овога краја, ратне 1992. године, напустило своја домове.
2020. године почела је обнова манастира. Епархијски Управни одбор Митрополије дабробосанске дао је одобрење на главни пројекат реконструкције и рестаурације манастира Удрим.

## Обнова манастира
Обнова манастира Удрим почела је археолошким истраживањима, која је у 2019. години започео Музеј из Добоја. Прва фаза истраживања обухватила је ископавање темеља манастира, током којих су пронађени предмети из средњег века, попут мамуза, поткова и клинова, који потичу из 15. или 16. века. Поред тога, археолози су открили трагове претходних објеката под манастиром, који се сматрају молитвеним местом, а не домаћинством. Ови остаци, укључујући дрвене коље коришћене као темељи, биће послати на даљу анализу како би се утврдила њихова старост.
Након археолошких истраживања, обнова је наставила кроз прве грађевинске радове. Покривање манастира током 2020. године било је неопходно због опасности од акумулације воде која би могла оштетити структуру. Ово привремено наткривање финансирано је од стране федералног Министарства културе и спорта. У наредним фазама планира се реконструкција објекта, а радови ће бити финансирани из фондова федералних министарстава, као и уз помоћ верника и донација из дијаспоре, укључујући оне из Америке и Канаде.
Обнова манастира Удрим, који се налази на привременој листи националних споменика БиХ, од великог је значаја за културно наслеђе и Српску православну цркву, која га сматра светим местом. Верује се да је манастир, заједно са манастирима попут Возућице, грађен у истом стилу и у приближно истом временском периоду. 